# Ladislav Žemla
Ladislav Žemla (ur. 6 listopada 1887 w Pradze, zm. 18 czerwca 1955 tamże) – czeski tenisista reprezentujący Bohemię oraz Czechosłowację. Czterokrotny olimpijczyk – startował na igrzyskach w Londynie (1908), Sztokholmie (1912), Antwerpii (1920) i Paryżu (1924). Startował w olimpijskich turniejach singlowych, deblowych i mikstowych. Jego największym osiągnięciem było zdobycie brązowego medalu w grze mieszanej, w parze z Miladą Skrbkovą, w 1920 roku. Brał także udział w olimpiadzie letniej, gdzie zdobył brązowy medal w grze podwójnej mężczyzn.

## Występy na letnich igrzyskach olimpijskich

### Turnieje singlowe
| Igrzyska | Konkurencja                     | 1/64 finału | 1/32 finału           | 1/16 finału           | Ćwierćfinał           | Półfinał            | Finał/Mecz o trzecie miejsce | Klasyfikacja końcowa |
| Igrzyska | Konkurencja                     | Rywal       | Rywal                 | Rywal                 | Rywal                 | Rywal               | Rywal                        | Klasyfikacja końcowa |
| -------- | ------------------------------- | ----------- | --------------------- | --------------------- | --------------------- | ------------------- | ---------------------------- | -------------------- |
| LIO 1908 | Turniej singlowy (kort otwarty) |             |                       | Robert Powell P 1:3   | → Nie awansował       | → Nie awansował     | → Nie awansował              | Miejsca 9-16         |
| LIO 1912 | Turniej singlowy (kort otwarty) | Walkower    | Walkower              | Lionel Tapscott W 3:2 | Otto von Müller W 3:0 | Harold Kitson P 2:3 | Oscar Kreuzer P 1:3          | 4. miejsce           |
| LIO 1920 | Turniej singlowy                |             | Sune Malmström P 1:3  | → Nie awansował       | → Nie awansował       | → Nie awansował     | → Nie awansował              | Miejsca 17-32        |
| LIO 1924 | Turniej singlowy                | Wolny los   | Takeichi Harada P 1:3 | → Nie awansował       | → Nie awansował       | → Nie awansował     | → Nie awansował              | Miejsca 17-32        |

### Turnieje deblowe
| Igrzyska | Konkurencja                             | Partner       | 1/32 finału                          | 1/16 finału                      | Ćwierćfinał                 | Półfinał                    | Finał/Mecz o trzecie miejsce | Klasyfikacja końcowa |
| Igrzyska | Konkurencja                             | Partner       | Rywal                                | Rywal                            | Rywal                       | Rywal                       | Rywal                        | Klasyfikacja końcowa |
| -------- | --------------------------------------- | ------------- | ------------------------------------ | -------------------------------- | --------------------------- | --------------------------- | ---------------------------- | -------------------- |
| LIO 1912 | Turniej deblowy mężczyzn (kort otwarty) | Jaroslav Just | W. Stibolt B. Angell W 3:0           | R. Peterson C. Langaard W 3:0    | R. Spies L. Heyden W 3:0    | H. Kitson Ch. Wonslow P 1:3 | A. Canet É. Mény P 0:3       | 4. miejsce           |
| LIO 1920 | Turniej deblowy mężczyzn                | Karel Ardelt  | A. Laloux F. Laloux W 3:0            | L. Raymond B. Norton P 0:3       | → Nie awansowali            | → Nie awansowali            | → Nie awansowali             | Miejsca 9-16         |
| LIO 1924 | Turniej deblowy mężczyzn                | Jan Koželuh   | M. van der Feen G. Leembruggen W 3:0 | Ch. Aeschlimann M. Ferrier W 3:1 | V. Richards F. Hunter P 0:3 | → Nie awansowali            | → Nie awansowali             | Miejsca 5-8          |

### Turnieje mikstowe
| Igrzyska | Konkurencja      | Partner         | 1/32 finału | 1/16 finału                          | Ćwierćfinał              | Półfinał                   | Finał/Mecz o trzecie miejsce | Klasyfikacja końcowa |
| Igrzyska | Konkurencja      | Partner         | Rywal       | Rywal                                | Rywal                    | Rywal                      | Rywal                        | Klasyfikacja końcowa |
| -------- | ---------------- | --------------- | ----------- | ------------------------------------ | ------------------------ | -------------------------- | ---------------------------- | -------------------- |
| LIO 1920 | Turniej mikstowy | Milada Skrbková |             | M. Dupont-Trasenster F. Laloux W 2:0 | M. Storms S. Halot W 2:0 | K. McKane M. Woosnam P 0:2 | A. Hansen E. Tegner W 2:0    |                      |